# Mgławica Czerwony Czworokąt

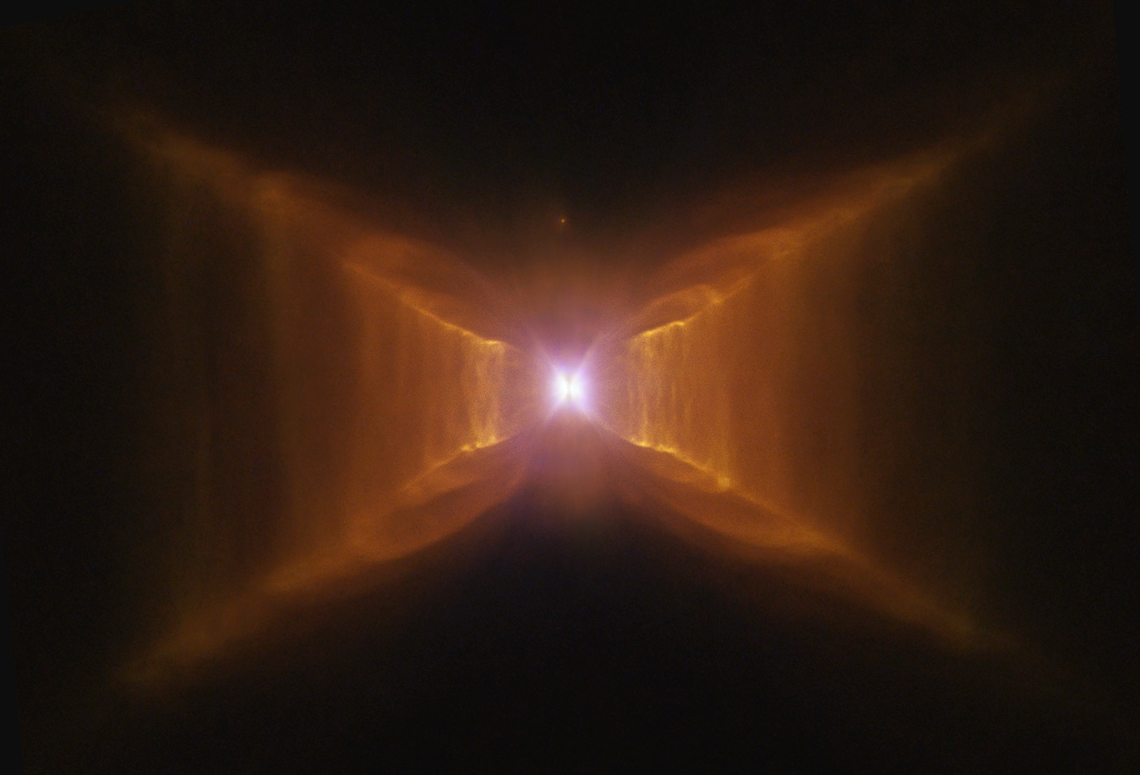
mgławica HD44179 (2013)

Mgławica Czerwony Czworokąt (również HD 44179) – mgławica protoplanetarna znajdująca się w gwiazdozbiorze Jednorożca. Mgławica ta jest odległa około 2300 lat świetlnych od Ziemi. 
Mgławica Czerwony Czworokąt ze względu na swój kształt związany z jej wyjątkowo złożoną strukturą wewnętrzną należy do najbardziej nietypowych mgławic protoplanetarnych. Czworokąty w naturze występują rzadko, dlatego budzi ona zainteresowanie astronomów. Kształt mgławicy został wytworzony przez dwie gwiazdy, obiegające siebie tak blisko, że wpływają na siebie grawitacyjnie. Powstały w ten sposób ciasny układ podwójny utworzył wokół siebie dysk gęstej materii, który w trakcie późniejszych wypływów materii ograniczał ich kierunki. Wyraźne szczebelki sugerują, iż wypływy materii mają charakter zrywowy. Dlatego też materia z gwiazd była wyrzucana etapami w dwóch stale rozszerzających się stożkach prostopadłych do dysku, połączonych wierzchołkami. Mgławica ta z naszego punktu widzenia jest widoczna pod kątem prostym do obu stożków i dlatego jej kształt przypomina czworokąt. W ciągu najbliższych kilku tysięcy lat gdy chłodna gwiazda centralna stanie się gorącym, białym karłem Mgławica Czerwony Czworokąt powinna przekształcić się w mgławicę planetarną.